# Selvaggi (serie televisiva)
Selvaggi (Complete Savages) è una sitcom statunitense andata in onda sull'emittente ABC a partire dal settembre 2004 al giugno 2005. In Italia è stata trasmessa su Italia 1 nel 2006.

## Trama
La serie ruota attorno al padre single Nick Savage, vigile del fuoco insieme al fratello Jimmy, che cerca di crescere da solo i suoi cinque figli indisciplinati (Jack, Chris, Sam, Kyle, e TJ) dopo l'abbandono della madre, avvenuto dieci anni prima. I figli continueranno a creare problemi, ma alla fine fortunatamente riusciranno sempre a trovare una soluzione.

## Episodi
| Stagione       | Episodi | Prima TV originale | Prima TV Italia |
| -------------- | ------- | ------------------ | --------------- |
| Stagione unica | 19      | 2004-2005          | 2006            |

## Personaggi e interpreti

### Personaggi principali
- Nick Savage, interpretato da Keith Carradine.
Irritabile, severo e sarcastico padre della famiglia Savage, Lavora come pompiere insieme a suo fratello Jimmy ed è stato lasciato dalla moglie dieci anni prima dell'inizio delle vicende. Dipendente dal fumo ed incline ad arrabbiarsi con facilità, dimostra sempre di essere animato dalle migliori intenzioni nei confronti dei figli, essendo seriamente preoccupato per la loro educazione e benessere. Il suo carattere irascibile sembra essere stato tramandato ai figli Chris e Kyle e, se pur in maniera più sottile, anche a Jack. Nick è un padre incline al cattivo umore, ma è considerato dai figli come un padre "cool", poiché consente loro alcune frivolezze per poterli compiacere (come, ad esempio, nella puntata "Uomini in uniforme").
- Jack Savage, interpretato da Shaun Sipos.
Considerato il più "cool" dei fratelli (lui è quello maggiore), è intelligente, spiritoso, furbo, ottimista e scanzonato ma anche disonesto. Spesso assume il ruolo di leader dei suoi fratelli, crea continuamente strategie divertenti per le più disparate situazioni, cercando di tenerli uniti fra loro a discapito del padre. Jack è invidiato principalmente dal fratello minore Sam, perché godendo di grande popolarità e avendo numerose amiche, è l'esatto opposto di Sam che invece è un "secchione" e ha serie difficoltà di relazionarsi con le ragazze. Anche se Jack cerca di darsi un'aria disinteressata, mostra spesso molta cura nei confronti dei fratelli, specialmente verso TJ. Nel tempo libero canta e suona la chitarra e guida una moto rossa, con la quale distrugge il porticato davanti a casa.
- Chris Savage, interpretato da Erik von Detten.
Considerato un atleta ottuso, goffo e arrogante, ma anche schietto e di buon cuore, va così male a scuola che deve fingere di chiamarsi Rodriguez per rimanere nella squadra di football, imparando sorprendentemente a parlare spagnolo in maniera convincente. Sembra avere una coscienza molto forte al contrario di Kyle, anche se da lui molto influenzato, come quando è costretto a macellare una vecchia rana in classe sotto la pressione dei compagni, immaginando poi che lo spirito dell'animale torni a tormentarlo. Non essendo bravo con le parole, spesso ricorre alla violenza come metodo per risolvere i propri problemi. Infine, dimostra chiaramente la sua superiorità nei confronti dei fratelli più piccoli ricorrendo all'espressione usata spesso dal padre: "Stai andando nella fossa".
- Sam Savage, interpretato da Andrew Eiden.
È il figlio di mezzo, considerato una sorta di "voce della ragione" della famiglia essendo intelligente, responsabile, gentile e diligente a scuola, anche se talvolta irascibile. Considerato dal padre come il più facile da corrompere quando gli altri figli gli si mettono contro, lo mette spesso sotto pressione per farlo cedere, come nel primo episodio quando i ragazzi si rifiutano di pulire finché non sarà assunta una nuova domestica. Nick, allora, invita a casa Angela (la ragazza dei sogni di Sam), inducendo così gli altri fratelli, spinti da un senso di pietà, a ripulire tutto affinché possa venire. Un altro esempio è quando Jack acquista una moto, che Nick aveva vietato loro di guidare: Sam vi cade irrimediabilmente dal veicolo, procurandosi una slogatura al braccio. Quando il padre lo scopre, decide di sfidarlo a braccio di ferro, affinché ammetta che lui e Jack l'abbiano guidata.
- Kyle Savage, interpretato da Evan Ellingson.
È il ribelle della famiglia, ha poco riguardo per la propria o altrui sicurezza e raramente si sente in colpa per qualcosa che ha fatto. Come, ad esempio, quando torna a cenare come se nulla fosse accaduto quando il padre esprime la propria delusione dopo averlo scoperto a fumare, oppure quando sghignazza raccontando ai fratelli come ha spinto giù per le scale il postino. Inoltre, mostra segni di egoismo quando lui e T.J. rubano, da un ente di beneficenza, un gioco di Natale destinato ai bambini poveri, restituito poi da T.J. persuaso dopo aver ascoltato un toccante appello in TV. Nonostante la sua cattiva condotta (a scuola finisce in punizione quasi ogni giorno), sembra essere più malizioso, piuttosto che dannoso per gli altri. Ha un lato sensibile, come si vede dalla volontà di smettere di fumare per aiutare il padre a fare altrettanto, oppure nell'aver cucinato dei biscotti per conquistare una ragazza a cui teneva molto. La sua frase preferita è "Kyle detta legge".
- T.J. Savage, interpretato da Jason Dolley.
È il figlio più piccolo, che fa tutto quello che il fratello Kyle gli dice di compiere. Mostra costantemente la sua passione per le scoregge, come nel corso del pranzo del Ringraziamento quando, a differenza di tutti gli altri che ringraziano le donne per il loro impegno, lui afferma di essere grato alle sue flatulenze. A proposito, giunge persino a chiedere alla fidanzata del padre, una conduttrice radiofonica, se abbia mai detto la parola "scoreggia" durante uno dei suoi servizi, ricevendo come risposta: "No, ma quando lo farò, te lo dedicherò". Inoltre, quando Sam telefona alla Casa Bianca, si domanda se il fratello possa chiedere se il presidente abbia mai detto "scoreggia" nello Studio Ovale. Il padre Nick sembra essere fiero di lui e, seppur è considerato da tutti come il figlioletto carino, gentile e schietto, in realtà nasconde un lato più malizioso e furbo.
- Jimmy Savage, interpretato da Vincent Ventresca.
È il fratello di Nick, che lavora insieme a lui come vigile del fuoco. La sua personalità è piuttosto in linea con quella dei nipoti e sembra condurre una vita spericolata.

### Personaggi secondari
- Josie, interpretata da Brittany Curran
Dal carattere dolce ma in qualche modo anche birbante, è la ragazza di Kyle con la quale finisce spesso in prigione. Kyle le ha dato il suo primo bacio e la si può considerare come la sua controparte femminile, sia in questioni di coscienza che per il carattere impulsivo.
- Angela Anderson, interpretata da Autumn Reeser
È la ragazza di Sam, studiosa, gentile e sensibile proprio come lui. All'inizio non mostra particolare interesse per il ragazzo, il quale invece se ne innamora fin da subito. Sam, per conquistare il suo cuore, dovrà faticare non poco.
- Brenda, interpretata da Kylie Sparks
È la bulla del quartiere, fa parte del Glee Club e non è molto gradita dalla famiglia Savage, come dimostra Nick quando scherza riguardo alla sua casa il giorno di Halloween.
- Officer Steve Cox, interpretato da Mel Gibson
È un poliziotto che appare in una serie di video sulla sicurezza, in particolare quando Nick compra la moto e lo mostra a Jack. I suoi video normalmente mostrano una donna di bell'aspetto, Misty (Candace Kita), che sarebbe deceduta alla fine del video a causa di un incidente in motocicletta.
- Cane dei Savages, interpretato da Kelly
Non sembra dimostrare particolare affetto nei confronti di Sam, ma è parte integrante della famiglia; dal mangiare a tavola, al farsi coinvolgere nelle discutibili vicende famigliari. È ben addestrato e probabilmente più educato dei ragazzi.

## Riconoscimenti
- People's Choice Awards
  - 2005 - Candidatura come nuova serie TV commedia preferita[4]
- Young Artist Award[5]
  - 2005 - Miglior performance in una serie televisiva (Commedia o drammatica) - Giovane attore non protagonista a Jason Dolley
  - 2005 - Candidatura come miglior performance in una serie televisiva (Commedia o drammatica) - Giovane attore non protagonista a Evan Ellingson
  - 2005 - Candidatura come miglior serie televisiva commedia per famiglie